# حرضة أرحب
حرضة أرحب أو حَرَّة أرحب هي حقل بركاني نشط تاريخيا، في شمال اليمن. تُعرف أيضًا باسم "حقل صنعاء-عمران البركاني"، أو ببساطة "حقل صنعاء البركاني"،  وقد ثارت في العصور القديمة.   

## المورفولوجيا
يقع الحقل على امتداد 1500 كم 2 كهضبة بركانية. تحتوي الهضبة على عدد قليل من البراكين الطبقية الصغيرة (القديمة) و60 مخروطًا بركانيًا. يحتوي الحقل على صخور بازلتية أصغر من العصر البليوسيني-الهولوسيني(الطرف الشمالي للحقل)، فوق صخور ريوليتية منالعصر الأوليغوسيني-الميوسين ، والتي تغطي معظم الحقل. يقع البركان 30 كيلومتر (19 ميل) شمال العاصمة اليمنية صنعاء.   

## الانفجارات
حدثت ثورة تاريخية عام 200 م على جانب مخروطي أقدم (جبل زبيب). حدث انفجار آخر في حوالي 500 م على الجانب الجنوبي من مخروط الرماد 0جبل حاطب). تدفقت الحمم البركانية لمسافة 9 كيلومتر (5.6 ميل)، وتسبب في بعض الأضرار.   